# Margit Hvammen
Margit Hvammen, po mężu Skogstad (ur. 26 września 1932 w Geilo zm. 31 lipca 2010 tamże) – norweska narciarka alpejska, uczestniczka zimowych igrzysk olimpijskich 1952 rozgrywanych w Oslo.

## Osiągnięcia

### Igrzyska olimpijskie
| Miejsce | Dzień     | Rok  | Miejscowość | Konkurencja   | Czas biegu  | Strata    | Zwyciężczyni         |
| ------- | --------- | ---- | ----------- | ------------- | ----------- | --------- | -------------------- |
| 18.     | 14 lutego | 1952 | Oslo        | Slalom gigant | 2:17.7 min. | +10.9 s.  | Andrea Mead-Lawrence |
| 7.      | 17 lutego | 1952 | Oslo        | Zjazd         | 1:50.9 min. | +3.8 s.   | Trude Jochum-Beiser  |
| 18.     | 20 lutego | 1952 | Oslo        | Slalom        | 2:21.2 min. | + 10.6 s. | Andrea Mead-Lawrence |